# Farmaceutická fakulta v Hradci Králové Univerzity Karlovy
Farmaceutická fakulta Univerzity Karlovy v Hradci Králové je jednou ze sedmnácti fakult Univerzity Karlovy. Byla založena v roce 1969 nařízením vlády číslo 100/1969 Sb. Oficiální slavnostní otevření fakulty s imatrikulací prvních 51 studentů se uskutečnilo dne 24. ledna 1970.
Generální návrh urbanistického řešení školního areálu kolem ulice Akademika Heyrovského vytvořil Karel Schmied starší.

## Střediska
- Zahrada léčivých rostlin
- České farmaceutické muzeum v Kuksu
- Středisko vědeckých a knihovnických informací
- MEPHARED 2
- Vivárium
- Dětská skupina Fafík[2]

## Studium

### Bakalářské
- Laboratorní diagnostika ve zdravotnictví – tříletý bakalářský studijní obor připravuje absolventy na práci v laboratoři ve všech oblastech zdravotnictví. Absolventi mají možnost dále prohloubit své znalosti studiem v navazujícím dvouletém magisterském oboru Odborný pracovník v laboratorních metodách.

### Magisterské
Na Farmaceutické fakultě mají studenti možnost získat vzdělání v magisterských studijních programech Farmacie a Zdravotnická bioanalytika:
- Farmacie – pětiletý studijní program, zaměřen je na získání komplexních poznatků o léčivech. Absolvent tohoto programu je jediným kvalifikovaným odborníkem oprávněným vydávat léčivé přípravky v lékárně.
- Bioanalytická laboratorní diagnostika ve zdravotnictví – obor Odborný pracovník v laboratorních metodách.

### Doktorské (Ph.D.)
Fakulta umožňuje rovněž získat doktorské vzdělání, a to ve čtyřech doktorských studijních programech:
- Farmacie
  - Farmaceutická analýza
  - Farmaceutická chemie
  - Farmaceutická technologie
  - Farmakognozie
  - Farmakologie a toxikologie
  - Klinická farmacie
  - Sociální farmacie – lékárenství
  - Toxikologie přírodních látek
- Biochemie:
  - Patobiochemie a xenobiochemie
- Organická chemie
  - Bioorganická chemie
- Zdravotnická bioanalytika
  - Bioanalytická chemie

## Děkani
Funkční období (tříleté, od 2006 čtyřleté), tituly k roku 2009
| Funkční období | V letech  | Děkan                                     |
| -------------- | --------- | ----------------------------------------- |
| 1.–7.          | 1969–1990 | prof. RNDr. PhMr. Jaroslav Květina, DrSc. |
| 8.–9.          | 1990–1994 | doc. RNDr. Vladimír Semecký, CSc.         |
| 10.            | 1994–1997 | prof. RNDr. Luděk Jahodář, CSc.           |
| 11.            | 1997–2000 | prof. RNDr. Eva Kvasničková, CSc.         |
| 12.–13.        | 2000–2006 | doc. RNDr. Jaroslav Dušek, CSc.           |
| 14.–15.        | 2006–2014 | prof. PharmDr. Alexandr Hrabálek, CSc.    |
| 16.–17.        | 2014–2022 | prof. PharmDr. Tomáš Šimůnek, Ph.D.       |
| 18.–           | 2023–     | doc. PharmDr. Jaroslav Roh, Ph.D.         |